# 山田憲典
山田 憲典（やまだ けんすけ、1935年6月7日 - ）は、日本の実業家。

## 人物
鳥取県出身。鳥取県立鳥取西高等学校卒業。明治大学法学部卒業。
日本最大、世界でも第二位の規模の製パン業者でありながら、同族経営企業でもある山崎製パンに於いて、38年間に亘り役員を務め、2018年に同社最高顧問に就任した。
1960年、山崎製パン入社。1980年社取締、1981年年常務取締役、1990年専務取締役、1999年取締役副社長。2000年、デイリーヤマザキ代表取締役会長兼社長。2007年不二家代表取締役会長、不二家フードサービス代表取締役会長。2018年、山崎製パン最高顧問。2019年、ダロワイヨジャポン代表取締役会長。
スイートガーデン会長、東ハト取締役相談役など傘下企業の役員も歴任した他、郷里鳥取県の県政顧問なども務めた。